# Biszexualitás

A biszexuális büszkeség zászlaja

A biszexuális kifejezés azokat jelöli, akik mindkét nem iránt érezhetnek szexuális vonzalmat, vagy szerelmet, romantikus vágyakat. A biszexuális szót először a 19. században használták és a hermafroditákra alkalmazták. 1914-től kezdve hozták kapcsolatba a szexuális irányultsággal.

## Leírás
Sigmund Freud elmélete szerint minden ember biszexuális lesz élete egy szakaszában.
A biszexuálisok nem vonzódnak szükségképpen egyformán mindkét nemhez, mivel a biszexualitás gyakran egy bizonytalan pozíció homoszexualitás és heteroszexualitás között. Ráadásul a legtöbb biszexuálist az élete egy adott részében csak az egyik nem vonzza.Egyesek mások által elsősorban a viselkedésük alapján homoszexuálisnak tartott személyek, saját magukat biszexuálisnak definiálják, vagy fordítva. Olyan heteroszexuálisokat, akik alkalomszerűen bonyolódnak homoszexuális (meleg vagy leszbikus) viselkedésbe, bi-curiousnak hívjuk. Vannak felnőtt emberek, akik hozzászoknak a homoszexuális viszonyokhoz, habár annak előtte nem gyakorolták, és elutasítóan vélekedtek róla, magukat pedig továbbra is heteroszexuálisnak tartják. Ez főként tengerészek, katonák, és fegyencek körében fordul elő. Lásd bővebben: helyzetfüggő szexuális magatartás.
Néhány biszexuális különbséget tesz a saját biológiai nemét (sex) és a társadalmit (gender) illetően. Itt megjegyzendő, hogy a saját nemi hovatartozás tudatosodása (férfi vagyok, nő vagyok) különböző dolgokon alapszik: felsorolhatók egyrészt a szomatikus ismérvek, másrészt a hagyományos magatartásbeli, maszkulin és feminin sajátosságok, sztereotípiák. A környezet szerepe nagy, például a kisgyermeket megdicsérik, ha neméhez illőn viselkedett.
A folyamatok magyarázatára több alternatív és párhuzamos ideológia is igényt tart. Egyelőre abszolút fölényét egyik sem bizonyította.
A biszexualitás gyakran félreértett, hasonló légkör lengheti be, mint a házasságtörés, és a poligámia kifejezéseket. Népszerű téves értelmezés, hogy a biszexuális ember szexuális orientációjának ezen definíciójával azt fejezi ki, hogy mind nővel mind férfival szívesen folytat szexuális aktust – egy időben. Aki biszexuális nem vesz részt szükségképp kétszer annyi szexuális aktusban sem, mint más. „Ami bi, az még nem kétszer annyi.”.
Freud szerint a biszexualitás nem tisztán biológiai fogalom, későbbi analitikusai szerint leginkább a nemek elkülönülése közötti bizonytalanságot fejezi ki.
A biszexuális ebben az értelemben ha férfi, vonzhatja a férfiasság megtestesülése, de maga a férfitest esetleg nem. Vagy kimutathatja egy konkrét személy felé irányuló vonzalmát akár szexuális úton is, de elutasíthatja az anális szexet egy másik férfival. Ha nő, a vonzalma alapja lehet a másik nőben részéről megtalált pozitív tulajdonságok összessége, miközben esetleg nem lép vele testi kontaktusba. (Lásd Band Suede, angol énekesnő, aki magát olyan nőnek jellemezte, aki vonzódik a nőkhöz, vagy a női nemhez, de nem létesített más nővel szexuális kapcsolatot.)

## Biszexualitás a történelemben

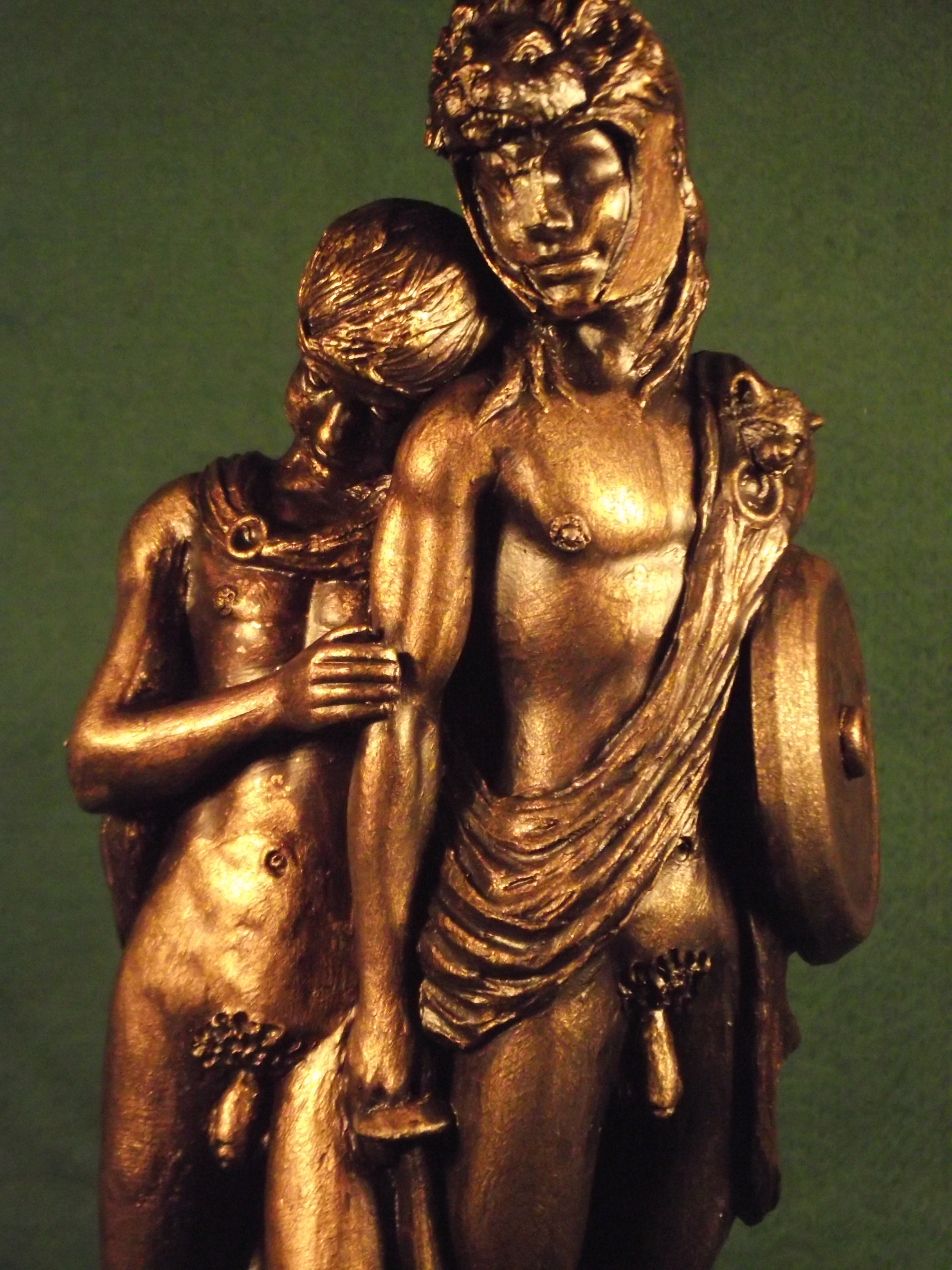
Malcolm Lidbury: Hephaestion és Alexandrosz, Nagy Sándor legnagyobb szerelme gyerekkori barátja, Hephaestion volt

A férfi biszexualitásra több hivatkozás van (ókori görög kultúra), mint nőire, mindenesetre Szapphó, görög költőnő (Kr. e. 628 körül, – Kr. e. 568 körül) egy kitűnő példa.
Nagy Sándor makedón királyról tartják még, hogy biszexuális magatartást tanúsított, férfiszeretőt tartott, ivócimboráját Hephaestiont, akinek később magas rangú hivatali tisztet is ajándékozott.

## A biszexualitás szociális státusza
Történelmileg a biszexualitás nagyrészt mentes volt a társadalmi stigmától, ami a homoszexualitásra rányomta a bélyegét.
A meleg és leszbikus közösségekben ellenben gyakori a biszexuálisok negatív megkülönböztetése, mondván, hogy kapcsolataikban megbízhatatlanok, mert bármikor elcsábíthatja őket az ellenkező, esetleg az azonos nem. A meleg-leszbikus réteg további vádjai, hogy a biszexuálisok alibinek tartják fenn heteroszexuális kapcsolataikat, hogy társadalmilag elfogadhatók maradjanak, így nem veszik ki igazi részüket a homoszexualitás elfogadásában; valamint, hogy a biszexualitásuk csak egy „kapu” a később kibontakozó homoszexualitás felé. Ezt fejezi ki egy mondásuk: „Most még bi, később meleg” (Angol eredetiben: „Bi now, gay later”).
Az is előfordul, hogy olyan személyeket azonosítanak a biszexuálisok egészével, akik homoszexuális tevékenységbe bonyolódnak, míg közben titokban házasok. Ezen emberek többsége férfi, internet, chat-segítségével keres kapcsolatot az anonimitása megőrzésével és nem identifikálja magát biszexuálisként, sem homoszexuálisként.
Mindezektől a (pre)koncepcióktól eltekintve nem igazolható hitelt érdemlően, hogy a magukat biszexuálisoknak vallók mind homoszexuálisokká válnak, vagy, hogy az ő erkölcsi és normaérzékük alacsonyabb lenne más szexuális beállítottságú embertársaiknál.
Egyes biszexuálisok nem érzik szükségét, hogy beilleszkedjenek a meleg- vagy leszbikuskultúrába, vagy akár a heteroszexuális világba, mert a hajlamuk inkább a (közéleti) láthatatlanság felé vonja őket. Más biszexuális pedig elhivatott, aktív alakítója saját közösségének, vallja a hetero, vagy akár a homoszexuális kultúrát.
Az a társadalmi nyomás, mely egyfajta állásfoglalásra kényszerítené a biszexuálisokat hatással lehet a mentális egészségükre. Különleges terápiás módszereket fejlesztettek ki, hogy megoldhassák a problémájukat.
Világszerte viszonylag kevés támogatást nyújtó biszexuális közösség létezik, akik a hasonló tapasztalatokon keresztülment embereknek nyújtanak segítséget. Ezért a biszexuális coming out jóval nehezebb, mint amilyennek felületes pillantásra tűnik.

## Fontosabb fogalmak
- Pánszexuális, omniszexuális, anthroszexuális és pomoszexuális (posztmodern szexualitás), minden nemi lehetőség elfogadása. A pánszexualitás néha tartalmazza a vonzalmat kevésbé meghatározó szexuális tevékenység iránt, mint például a BDSM.
- A bi-engedékeny (Bi-permissive): nem keresi aktívan a kapcsolatot az adott nemmel, de nyitott feléjük. A Kinsey-skála értéke nála 1-től 5-ig terjed. Szinonimái a „heteroflexibilis” vagy „homoflexibilis” (lásd Bi-kíváncsi).
- Ambiszexuális: válogatás nélkül érez vonzalmat bármely nem iránt. A személyt aki magát ambiszexuálisnak azonosítja, azonos identitással érezhet testi, lelki és érzelmi vonzalmat szempontból nemre való tekintet nélkül.
- Kíváncsi hetero: (tükörfordítás: Bi-curious='bi-kiváncsi'): a kifejezést általában személyes hirdetésekben találjuk meg, azoknál, akik magukat heteroszexuálisnak definiálják, de meleg/leszbikus tapasztalatok iránt érdeklődnek. E mögött gyakran sejtenek rejtett vagy elnyomott homoszexualitást.
- Triszexuális: szójáték, aminek a biszexuális szó bi (kettő) előtagja az alapja. A tri szó jelentése (három). Komolyabb szóhasználatban a transzszexuális emberek iránti vonzalmat értjük alatta.
- Bifóbia: a biszexuális magatartástól, a biszexuális emberektől való félelem, amit produkálhat mind heteroszexuális, mind homoszexuális személy, az eltérő életmód és gondolkodás miatt. A biszexuális személyek szintén lehetnek homofóbok, vagy heterofóbok. A fóbia megjelenésének oka általában a homoszexuálisok/heteroszexuálisok általi megkülönböztetés.
- Passzívan-bi, vagy 'nyitott gondolkodású': egy olyan nem nemi-specifikus speciális időszak, amikor a személy nyitott a saját nemével való közvetlen kapcsolatra, de általában nem kezdeményez.
- Aktívan-bi: egy olyan nemi-specifikus speciális időszak, mikor a kíváncsi/biszexuális személy közvetlen kapcsolatot kezdeményez.

## Biszexuális szimbólumok

Biszexuális hold-szimbólumok

A biszexualitás zászlaja

Az egymást fedő háromszögek

A biszexuális azonosság egy közös szimbóluma a biszexuális „büszkeségzászló”, a pride-flag, aminek az felső részén látható rózsaszín csík a homoszexualitást, az alsó kék a heteroszexualitást és a középen a kikevert lila a biszexualitást jelképezi.
A biszexuális azonosság egy másik szimbóluma, ami ugyanezt a színösszeállítást alkalmazza az egymást fedő rózsaszín és kék háromszögek kombinációja. A rózsaszín háromszög a jól ismert nácikra visszavezethető homoszexuális szimbólum, kettejük fedésénél a szín lila.
Sok homoszexuálisnak és biszexuálisnak van fenntartása a rózsaszín háromszög használatával kapcsolatban, annak a második világháborúra visszanyúló, komor múltja miatt.
Ezért egy dupla holdszimbólumot terveztek, jelentését a Mars és Vénusz asztrológiai jelével szokták magyarázni (képviselendő a heteroszexuális uniót). A kép nyitottsága pedig a biszexuálisok nyitottságát hivatott jelképezni.
A két félhold nem pontosan a derekánál ér össze, hanem ferdén szimmetrikus. A szivárványszíneket mellőzve, amit inkább a homoszexuális közösséghez társítanak, ez a hold szimbólum is lila-rózsaszín és kék, egyetlen összefüggő színátmenetet alkotva, ami kékből indul az egyik végén és a rózsaszínen és a lilán keresztül lesz újra eléri ugyanazt a tónust, a másik félhold másik csúcsán.

## Biszexualitás az állatvilágban
Az emberen kívül sok állatfaj is mutat szintén biszexuális viselkedést. Az emlősök közül a bonobó (vagy törpecsimpánz). A példák kiegészíthetők a sirályok néhány fajával és a Humboldt-pingvinekkel, illetve néhány hal- és rákfélével.

## Regény
Számos figyelemre méltó regény szerepeltet biszexuális szereplőket.
- Anne Rice: Cry to Heaven, Vampire Chronicles (1-13. Lestat de Lioncourt)
- Rosamond Lehmann: Dusty Answer
- Alice Walker: The Color Purple
- Scott Spencer: Végtelen szerelem (Endless Love)
- André Aciman: Szólits a neveden
- André Aciman: Találj rám

Szakirodalom:
- Marjorie Garber: VICE VERSA: Bisexuality and the Eroticism of Everyday Life

### Képregények
A Love and Rockets (1981-1996) című grafikus novella szereplői, vagy a Krazy Kat (1913-1944) című képregénycsík szereplője, aki nemi válogatás nélkül esik szerelembe.

### Filmek
- Rocky Horror Picture Show (The Rocky Horror Picture Show): Richard O'Brien és Jim Sharman „The Rocky Horror Show” című színdarabja alapján.
- Henry and June (Henry and June): 1990-es amerikai film. A történet 1931 bohém Párizsában játszódik, ahol Henry Miller, író és felesége, a titokzatos és kísértetiesen érzéki June éli a művészek excentrikus, öntörvényű napjait. Amikor a fiatal Anais Nin egy napon találkozik az extravagáns kettőssel, csakhamar véglegesen a bűvkörükbe kerül.
- Brokeback Mountain – Túl a barátságon
- Dr. House: amerikai tv-sorozat, ahol a 13-as (Thirteen) nevű szereplő biszexuális.
- A visszatérők[10]

### Egyéb média
- Inamorati

## Biszexuális személyek
Szexuális orientációjukat nyíltan felvállaló személyek: 
- Aleister Crowley, 20. századi angol okkultista;
- Billie Eilish
- Angelina Jolie[11]
- Brian Molko
- Daya https://en.m.wikipedia.org/wiki/Daya_(singer)
- James Dean[12]
- Kristanna Loken[11]
- Madonna[13]
- Marlon Brando[14]
- Oscar Wilde[15]
- Rupert Everett[16]
- Tila Tequila (énekes, címlaplány)
- Virginia Woolf[17]
- Lady Gaga
- Megan Fox
- Billie Joe Armstrong
- John Travolta
- Freddie Mercury
- Lauren Jauregui
- Brianna Hildebrand
- Halsey
- Sia
- Lil Peep
- Tamáska Gabriella (magyar énekesnő)
- Járai Máté (magyar színész)

### Külföldi
- The British Columbia Bisexual Network – Vancouver BC, Canada
- Bisexual Resource Center (USA)
- Bi Tribune Magazine (USA)
- Bisexual Women's Forums and Resources (USA) Archiválva 2007. július 4-i dátummal a Wayback Machine-ben

### Magyar
- A 2019-ben megalakult Budapest Bi-tangok – Magyar Bi+ Közösség blogja Archiválva 2022. május 15-i dátummal a Wayback Machine-ben és Facebook oldala
- Vitrai Sára – Láthatatlan biszexuálisok és az őket övező előítéletek (444.hu, 2021.09.15.)
- Vay Blanka, Dittera-Balogh Andrea, Vitrai Sára – Nem a lábam nagy, a cipő kicsi / a biszexualitásról (444.hu, 2022.05.15.)
- Nyári Luca – Biszexualitás létezik és nem csak egy állomás a homoszexualitás felé (wmn.hu, 2019.05.02)
- Pink Vanilla – queer portál
- A SZERELEM KÉTSÉGEI – Korunk jelensége: Biszexualitás
- biszex.lap

## Fontos fogalmak, kifejezések
- Az LMBTQ közösséggel és a társadalmi nemekkel kapcsolatos legújabb fogalomgyűjtemény
- Karsay Dodó, Virág Tamás – Kérdőjelek helyett / LMBTQI-Kisokos a médiának útmutató (Magyar LMBT Szövetség, 2015) ISBN 978-963-12-2728-4